# پیوستگی یکنواخت

نمودار از بالا و پایین پنجره فرار می کند، هرچقدر هم که کوچک باشد، تابع پیوسته یکنواخت نخواهد بود. از سوی دیگر، تابع پیوسته یکنواخت است.

در ریاضیات، به بیان کلی می توان گفت که تابع f پیوسته یکنواخت (به انگلیسی: Uniformly Continuous) است اگر بتوان تضمین کرد که با نزدیک کردن x و y به میزان کافی به یکدیگر، f(x) و f(y) را به میزان دلخواه به همدیگر نزدیک نمود؛ برعکس پیوستگی عادی توابع، که در آن فاصله بیشینه بین f(x) و f(y) ممکن است به خود x و y وابسته باشد.
اگر توابع پیوسته روی دامنه متناهی بی کران باشند ممکن است به طور یکنواخت پیوسته نباشند همچون {\displaystyle f(x)={\frac {1}{x}}} روی {\displaystyle (0,1)}، یا در حالتی که شیب خطوط مماس بر تابع مورد نظر بی کران باشند همچون {\displaystyle f(x)=x^{2}} روی خط حقیقی. با این حال، هر نگاشت لیپشیتز بین فضاهای متری به طور یکنواخت پیوسته است، بخصوص هر ایزومتری (نگاشت حافظ فاصله) پیوسته یکنواخت است.
گرچه که پیوستگی عادی را می توان برای توابع روی فضای توپولوژی تعریف نمود، ولی تعریف پیوستگی یکنواخت برای چنین توابعی نیازمند ساختارهای بیشتری‌ست. این مفهم به اندازه همسایگی‌های نقاط مجزا وابسته بوده، بنابراین نیازمند فضای متری یا در حالت کلی تر فضای یکنواخت است.

## مطالعه بیشتر
- Bourbaki, Nicolas. General Topology: Chapters 1–4 [Topologie Générale]. ISBN 0-387-19374-X. Chapter II is a comprehensive reference of uniform spaces.
- Dieudonné, Jean (1960). Foundations of Modern Analysis. Academic Press.
- Fitzpatrick, Patrick (2006). Advanced Calculus. Brooks/Cole. ISBN 0-534-92612-6.
- Kelley, John L. (1955). General topology. Graduate Texts in Mathematics. Springer-Verlag. ISBN 0-387-90125-6.
- Kudryavtsev, L.D. (2001) [1994], "Uniform continuity", Encyclopedia of Mathematics, EMS Press
- Rudin, Walter (1976). Principles of Mathematical Analysis. New York: McGraw-Hill. ISBN 978-0-07-054235-8.
- Rusnock, P.; Kerr-Lawson, A. (2005), "Bolzano and uniform continuity", Historia Mathematica, 32 (3): 303–311, doi:10.1016/j.hm.2004.11.003